# Jean De Groot
Jean De Groot (* 27. November 1948) ist eine US-amerikanische Philosophin.

## Leben
Sie erwarb 1970 einen B.A. summa cum laude an der University of Oklahoma (Major: Philosophie. Minor: Wissenschaftsgeschichte), 1971 einen M.A. an der Harvard University in Wissenschaftsgeschichte und 1980 den Ph.D. an der Harvard University in Wissenschaftsgeschichte (Dissertation: Aristotle and Philoponus on Light). Sie lehrt an der School of Philosophy der Catholic University of America (1984–1993 Adjunct Assistant Professor, 1994–2000 Assistant Professor, 2000–2008 Associate Dean, 2000–2015 Associate Professor, seit 2015 Professorin).
Ihre Forschungsinteressen sind Aristoteles, antike Philosophie, Geschichte und Philosophie der Wissenschaft, Edmund Husserl, Ludwig Wittgenstein und amerikanische Philosophie.

## Schriften (Auswahl)
- Aristotle and Philoponus on light. New York City 1991, ISBN 0-8240-7251-0.
- als Herausgeberin: Nature in American philosophy. Washington, D.C. 2004, ISBN 0-8132-1381-9.
- Aristotle’s Empiricism. Experience and Mechanics in the Fourth Century BC. Las Vegas 2014, ISBN 1-930972-83-0.